# Anton Tremmel
Anton „Toni“ Tremmel (* 26. November 1994) ist ein deutscher Skirennläufer. Seine Stärken liegen in den technischen Disziplinen, Slalom und Riesenslalom. Er gehört der Lehrgangsgruppe Ib an.

## Biografie
Tremmel wurde als Fünfjähriger Mitglied im Skiclub Rottach-Egern und fällte mit 14 den Entschluss zum Leistungssport. Zwei Jahre später wechselte er zu den Christophorusschulen Berchtesgaden. Bereits 2009 nahm Tremmel in St. Moritz an einem FIS-Rennen teil. Bei diesem fuhr er gleich in die Punkteränge. Vier Jahre später konnte er erstmals ein FIS-Rennen, den Slalom in Oberjoch gewinnen. Aufgrund der guten Leistungen wurde er kurz darauf auch zum ersten Mal für den Europacup nominiert. Hier konnte er sich langsam etablieren und wurde 2018 auch für erste Weltcuprennen gemeldet.
Zu Beginn der Saison 2018/19 errang Tremmel beim Slalom im finnischen Levi als 27. seine ersten Weltcuppunkte. Parallel zu weiteren Einsätzen in Slalom-Weltcuprennen fuhr er auch im Europacup und konnte dort Anfang Februar 2019 seinen ersten Podestplatz bei einem Parallel-Slalom feiern. Überraschend wurde Tremmel für die Weltmeisterschaften 2019 in Åre nominiert. Aufgrund der noch heilenden Schulterverletzung von Stefan Luitz und des Verzichts von Felix Neureuther kam er im Mannschaftswettbewerb zum Einsatz und belegte mit dem Team den vierten Rang. Zudem trat er im Slalom-Wettbewerb an und war als 25. der bestplatzierte deutsche Starter.

## Erfolge

### Weltmeisterschaften
- Åre 2019: 4. Mannschaftswettbewerb, 25. Slalom

### Weltcup
- 6 Platzierungen unter den besten 20 in Einzelrennen
- 1 Podestplatz bei Mannschaftswettbewerben

### Weltcupwertungen
| Saison  | Gesamt | Gesamt | Slalom | Slalom |
| Saison  | Platz  | Punkte | Platz  | Punkte |
| ------- | ------ | ------ | ------ | ------ |
| 2019/20 | 109.   | 37     | 39.    | 37     |
| 2020/21 | 138.   | 9      | 46.    | 9      |
| 2021/22 | 114.   | 25     | 42.    | 25     |
| 2022/23 | 107.   | 39     | 34.    | 39     |
| 2023/24 | 118.   | 18     | 42.    | 18     |

### Europacup
- Saison 2018/19: 9. Slalomwertung
- Saison 2019/20: 5. Slalomwertung
- Saison 2020/21: 2. Slalomwertung
- Saison 2021/22: 9. Slalomwertung
- 4 Podestplätze, davon 1 Sieg:

| Datum          | Ort     | Land       | Disziplin |
| -------------- | ------- | ---------- | --------- |
| 5. Januar 2020 | Vaujany | Frankreich | Slalom    |

### Juniorenweltmeisterschaften
- Hafjell 2015: 10. Kombination, 14. Abfahrt, 14. Slalom, 21. Super-G

### Weitere Erfolge
- 1 deutscher Meistertitel: Slalom 2021
- 8 Siege in FIS-Rennen